# Daïra de Youb
La daïra de Youb est une circonscription administrative algérienne située dans la wilaya de Saïda. Son chef-lieu est situé sur la commune éponyme de Youb.

## Communes
La daïra est composée de يثعء communes :
- Youb
- Doui Thabet